# Янус червононогий
Янус червононогий (Janus femoratus) — вид комах з родини Cephidae.

## Морфологічні ознаки
Тіло чорне. Задні гомілки в основі білі, з двома надвершинними шпорами. Довжина тіла — 7–9 мм.

## Поширення
Європа (на північ до межі ареалу Quercus robur), Мала Азія. 
В Україні знайдено у Київській та Закарпатській областях. Один з 3-х відомих в фауні України видів роду Janus. Чисельність дуже незначна (поодинокі особини).

## Особливості біології
Імаго активні у травні–червні. Личинки розвиваються в середині торішніх пагонів дуба, роблять у них поздовжні ходи, спричиняючи утворення здуття на верхівках ушкоджених пагонів.

## Загрози та охорона
Загрози: застосування інсектицидів для обробки лісів, діяльність комах ентомофагів.
Заходи з охорони не розроблені. Треба вивчити особливості 6іології виду, створити ентомологічні заказники у місцях його перебування.